# San Juan de los Cayos
San Juan de los Cayos é uma cidade venezuelana, capital do município de Acosta (Falcón).